# Nuốt lá màng
Nuốt lá màng hay gia tứ lá màng, thị dại, xương cá (danh pháp: Casearia membranacea) là một loài thực vật có hoa trong họ Liễu. Loài này được Hance mô tả khoa học đầu tiên năm 1868.